# Salvatore Tripoli
Salvatore Tripoli est un boxeur américain né le 5 décembre 1904 et mort le 7 mars 1990 à New York.

## Carrière
Affilié au Hollywood Inn Club, il remporte la médaille d'argent dans la catégorie poids coqs aux Jeux olympiques de Paris en 1924. Après avoir battu Carlos Usaveaga, Leslie Tarrant, Benjamin Pertuzzo et Oscar Andren, Tripoli s'incline aux points en finale contre William Smith.

## Palmarès

### Jeux olympiques
- Jeux olympiques de 1924 à Paris[1] (poids coqs)

## Référence
1. ↑  (en) Résultats des Jeux olympiques 1924 (amateur-boxing.strefa.pl)